# Raymond Kalisz
Raymond Philip Kalisz (Melvindale, Estados Unidos, 27 de setembro de 1927 - 12 de dezembro de 2010) foi um bispo da Diocese Católica Romana de Wewak, na Papua-Nova Guiné.